# Kraftwerk Gorou Banda
Das Kraftwerk Gorou Banda (französisch: Centrale thermique de Gorou Banda) ist ein Diesel-Wärmekraftwerk in der Stadt Niamey in Niger.

## Anlage und technische Daten
Das Kraftwerk befindet sich südwestlich des Dorfs Gorou Banda im Arrondissement Niamey V. Es erstreckt sich über eine Fläche von 80 Hektar. Zum Gelände gehören neben dem eigentlichen Kraftwerk ein 11/132-kV-Umspannwerk, ein 132/66/20-kV-Umspannwerk und ein Brennstofflager, ferner Büro-, Personal- und Wohngebäude. Das Kraftwerk Gorou Banda hat eine Leistung von 100 MW. 
Der Strom wird in das öffentliche Netz eingespeist und dient der Versorgung der Städte Niamey, Dosso und Tillabéri. Dies geschieht über vier Hochspannungsleitungen à 20 kV und vier Hochspannungsleitungen à 66 und 132 kV.

## Eigentümer und Geschichte
Der Eigentümer des Kraftwerks Gorou Banda ist der staatliche Stromversorger Société nigérienne d’électricité (NIGELEC). Das Kraftwerk wurde am 2. April 2017 von Staatspräsident Mahamadou Issoufou eröffnet. Die Kosten für die Errichtung betrugen 75 Milliarden CFA-Francs.